# Fürsetz
Fürsetz ist ein Gemeindeteil der kreisfreien Stadt Bayreuth im bayerischen Regierungsbezirk Oberfranken. Fürsetz liegt in der Gemarkung Oberkonnersreuth.

## Geografie
Der Weiler liegt am Sendelbach, der hier einen Weiher speist. In der Ortsmitte steht eine Eiche, die als Naturdenkmal ausgezeichnet ist. Eine Gemeindeverbindungsstraße führt nach Karolinenreuth (0,4 km westlich) bzw. nach Oberkonnersreuth (0,6 km nördlich).

## Geschichte
Zur Realgemeinde Fürsetz gehörte Hohlmühle. Gegen Ende des 18. Jahrhunderts bestand Fürsetz aus 3 Anwesen. Die Hochgerichtsbarkeit stand dem bayreuthischen Stadtvogteiamt Bayreuth zu. Die Dorf- und Gemeindeherrschaft über das Gut hatte das Hofkastenamt Bayreuth. Grundherren waren das Hofkastenamt Bayreuth (2 Halbhöfe) und die Hofkanzlei Bayreuth (1 Gütlein).
Von 1797 bis 1810 unterstand der Ort dem Justiz- und Kammeramt Bayreuth. Mit dem Gemeindeedikt wurde Fürsetz dem 1812 gebildeten Steuerdistrikt Oberkonnersreuth und der zugleich gebildeten Ruralgemeinde Oberkonnersreuth zugewiesen. Am 1. Januar 1972 wurde Fürsetz im Zuge der Gebietsreform in Bayern nach Bayreuth eingemeindet.

### Baudenkmäler
- Fürsetzer Straße 50: Bauernhof

### Einwohnerentwicklung
| Jahr      | 001819 | 001822 | 001861 | 001871 | 001885 | 001900 | 001925 | 001950 | 001961 | 001970 | 001987 |
| Einwohner | 26     | 23     | 37     | 48     | 48     | 29     | 26     | 44     | 30     | 29     | 25     |
| Häuser    |        | 3      |        |        | 7      | 4      | 4      | 4      | 5      |        | 4      |
| Quelle    | [ 8 ]  | [ 6 ]  | [ 9 ]  | [ 10 ] | [ 11 ] | [ 12 ] | [ 13 ] | [ 14 ] | [ 15 ] | [ 16 ] | [ 1 ]  |

## Religion
Fürsetz ist evangelisch-lutherisch geprägt und nach St. Johannis gepfarrt.